# 최슬기 (레이싱 모델)
최슬기(1986년 2월 13일~)는 대한민국의 레이싱 모델이자 종합 격투기 단체 로드 FC의 라운드 걸이다. 전직 가수이기도 하다.

## 모델 경력

### 레이싱 모델
- 2009년~2011년 EXR Team 106 전속
- 2013년 EXR Team 106 전속
- 2013년 CJ헬로비전 슈퍼레이스 챔피언십

### 에이빙 모델
- 2008년 코리아 튜닝쇼 스지끼 부스 포즈
- 2011년 서울모터쇼 포드 포즈
- 2013년 서울모터쇼 쉐보레 포즈
- 2013년 어울림 모터스 뱅가리 신차발표회 포즈
- 2013년 서울오토살롱 슈가코리아 포즈
- 2014년 서울오토살롱 컴시스 포즈
- 2015년 서울국제사진영상기자재전 탐론 부스 포즈
- 2015년 서울모터쇼 포드 포즈
- 2015년 지스타 포즈
- 2018년 서울오토살롱 아마테라스 포즈

### 로드 FC 라운드 걸
- 2014년 Road FC 015
- 2014년 Road FC 016
- 2014년 Road FC 018
- 2014년 Road FC 019
- 2014년 Road FC 020
- 2015년 Road FC 024: In Japan
- 2015년 Road FC 025
- 2015년 Road FC 026
- 2015년 Road FC 027: In China
- 2016년 Road FC 028
- 2016년 Road FC 029
- 2016년 Road FC 030: In China
- 2016년 Road FC 031
- 2016년 Road FC 032
- 2016년 Road FC 034
- 2016년 Road FC 035
- 2017년 Road FC 038
- 2017년 Road FC 039
- 2017년 Road FC 040
- 2017년 Road FC 041
- 2017년 Road FC 042 x 충주세계무술축제
- 2017년 Road FC 043
- 2017년 Road FC 044
- 2017년 Road FC 045 x Road FC XX
- 2018년 Road FC 046
- 2018년 Road FC 047
- 2018년 Road FC 048

## 모델 외 활동

### 가수
- 2012년 5인조 걸그룹 '레이티' 멤버('나라'라는 예명으로 활동했다.)

### 기타
- 2016년 Road FC 사랑의 연탄 나눔 봉사 활동[4]

## 수상
- 2015년 제4회 한국 레이싱 모델 어워즈 최우수 방송 엔터테이너상
- 2014년 제3회 한국 레이싱 모델 어워즈 최우수 인기 모델상
- 2013년 제2회 한국 레이싱 모델 어워즈 올해의 모터 스포츠 베스트 모델상